# La urna
La urna (Banchs) es el cuarto libro del poeta argentino Enrique Banchs, publicado en 1911, en Buenos Aires, por Edición de Otero Impresores. La obra consta de cien sonetos. 
Angel Mazzei conjetura que el título del libro pudo haber procedido del lied XVII de "El regreso" de Heinrich Heine. Según César Aira, La Urna es un elaborado cancionero erótico, en la tradición petrarquista. Jorge Luis Borges pronunció un discurso en homenaje a Banchs, con motivo de la muerte de éste, el 17 de diciembre de 1970: "Salvo algún arcaísmo o hispanismo -señala Borges, refiriéndose a La urna-, el vocabulario carece de connotación geográfica o temporal; las imágenes de la aurora, de los dos crepúsculos del día, de la luna, de la selva y del ruiseñor son las tradicionales de la lírica".